# دوغلاس أبنير
دوغلاس أبنير (30 يناير 1996 ببرازيليا في البرازيل - ) هو لاعب كرة قدم برازيلي في مركز الهجوم.

## روابط خارجية
- دوغلاس أبنير على موقع قاعدة بيانات كرة القدم.إي يو (الإنجليزية)
- دوغلاس أبنير على موقع Soccerway.com (الإنجليزية)
- دوغلاس أبنير على موقع AS.com (الإسبانية)